# The Witch (film 1913)
The Witch è un cortometraggio muto del 1913 diretto da O.A.C. Lund.

## Produzione
Prodotto dalla Eclair American.

## Distribuzione
Il film uscì nelle sale cinematografiche USA il 2 luglio 1913, distribuito dall'Universal Film Manufacturing Company.